# Голубев, Виталий Михайлович
Вита́лий Миха́йлович Го́лубев (укр. Віталій Михайлович Голубєв; 19 марта 1926, Москва — 25 марта 1991, Киев) — советский футболист и тренер, обладатель Кубка СССР (1954), мастер спорта СССР (1952), Заслуженный тренер УССР (1965).

## Футбольная биография

### Карьера игрока
Детство Виталия Голубева прошло в Москве, на Красной Пресне, где он на близлежащих пустырях, с ватагой своих сверстников, проводил всё своё свободное время в футбольных баталиях. Ещё в довоенные годы, отец Виталия, отдал его в цирковое училище, где тот постигал азы циркового акробата. Но вскоре мечты о футболе и цирке пришлось оставить из-за начала Великой Отечественной войны. В 1942 году, шестнадцатилетний Голубев, невзирая на запрет родных и не призывной возраст, ушёл добровольцем на фронт. Принимал участие в боях. В 1944 году, во время освобождения Венгрии, был тяжело ранен. Дальше был госпиталь, длительное лечение. Оправившись от последствий ранения, решил продолжить службу в армии, где снова стал играть в футбол.
С 1945 до лета 1946 года выступал за команду группы советских войск в Болгарии. В июле 1946 года был направлен в Ворошиловград, где продолжил играть за местную команду «Динамо». В августе 1948 года, талантливый футболист был переведён в киевскую команду Дома офицеров (ДО), выступавшую в классе «Б». В составе киевских армейцев, Виталий провёл два с половиной сезона.
В начале 1951 года, киевские армейцы принимали участие в зимнем чемпионате Киева. На матчах присутствовал главный тренер киевских динамовцев Олег Ошенков, который и обратил внимание на игру неординарного защитника армейцев. Вскоре Виталий Голубев и ещё один игрок ДО — Николай Голяков, получили приглашение в киевское «Динамо». Дебютировал Голубев за динамовский коллектив 11 апреля 1951 года, в матче 1 тура 13 чемпионата СССР «Динамо» (Киев) — «Даугава» (Рига). В дальнейшем отыграл все матчи первенства, действуя на позиции флангового защитника. В следующем сезоне Виталий снова выходил в стартовом составе, приняв участие во всех поединках чемпионата 1952 года, по итогам которого, киевляне заняли второе место. После того как команду покинул её ветеран, центральный защитник Абрам Лерман, Голубев стал играть на его позиции. В «Динамо» он стал не только лидером оборонительных порядков команды, но и кумиром киевских болельщиков. Крепкий, коренастый защитник, обладавший хорошей техникой и скоростью, вместе с тем играл самоотверженно и жёстко, прекрасно владел таким техническим приёмом как подкат. Одним из первых в советском футболе стал умело соединять зонную защиту с персональной опекой. Заслуженный мастер спорта Андрей Биба так характеризовал игру Голубева:
Поражала обманчивость его внешности: плечистый, широкогрудый, напоминавший штангиста, Виталий в игре преображался, проявляя чудеса ловкости и пластичности, выделывая с мячом такое, что зрители непроизвольно срывались с мест. Наиболее неуловимые для укрощения мячи, словно из катапульты летящие в метре-полуметре от земли, он играючи, или останавливал «намертво», или отбивал точно по адресу. А и без того эффектный, удар «ножницами» в его исполнении сопровождался такой богатой гаммой скоординированных движений, что уже только на это зрелище стоило продавать билеты.
В 1954 году, киевские динамовцы, впервые в своей истории стали обладателями Кубка СССР, обыграв в финале турнира ереванский «Спартак» — 2:1. Матч проходил на московском стадионе «Динамо», при сложных погодных условиях, дожде и сильном тумане. Весомый вклад в победу внёс и Голубев, надёжно сыгравший в обороне, раз за разом прерывая атаки соперника, а в одном из эпизодов спас динамовцев от верного гола, выбив в последний момент, летящий в уже пустые ворота мяч.
В начале 1955 года, Голубев получил приглашение в сборную СССР, с которой отправился в турне по Индии, где 27 февраля принял участие в поединке против сборной этой страны. Игра проходила в городе Бомбей и завершилась уверенной победой советской команды со счётом 3:0. В 1956 году, Виталий в составе сборной Украинской ССР, принял участие в первой Спартакиаде народов СССР, где вместе со своими партнёрами, стал бронзовым призёром футбольного турнира.
Но в чемпионатах страны, киевским динамовцам никак не удавалось снова взойти на пьедестал. По окончании сезона 1956 года, команду покинул Ошенков. Старшим тренером команды был назначен Виктор Шиловский. Смена тренера никак не сказалась на положении Голубева в команде, защитник по-прежнему выходил в стартовом составе, к тому же в 1957—1958 годах был ещё и капитаном команды. Но с приходом нового наставника, турнирное положение не улучшилось, динамовцы дважды подряд финишировали на шестом месте. В 1959 году, на тренерский мостик снова был возвращён Олег Ошенков, который начал резкое омоложение коллектива, многие ветераны вынуждены были покинуть «Динамо». На их место наставник пригласил перспективных, молодых футболистов, но Голубеву тренер продолжал доверять. Впрочем, существенно обновлённая команда, сходу не смогла дать результат и уже в середине сезона 1959 года, Ошенкова у руля команды сменил новый наставник — Вячеслав Соловьёв. С его приходом, Голубев стал реже попадать в стартовый состав, наставник строил свою команду, в которой уже не было места для 34-летнего ветерана. Сказался и возраст защитника, который к тому же позволял себе нарушать спортивный режим, да и многочисленные травмы давали о себе знать, так в одном из поединков 1959 года, в борьбе за верховой мяч, Голубев серьёзно повредил глаз. В 1960 году опытный защитник покинул киевское «Динамо». Поиграв сезон за «Динамо» хмельницкое и винницкий «Локомотив», в 1961 году, будучи игроком сумского «Авангарда», завершил игровую карьеру.

### Карьера тренера
По окончании карьеры футболиста Голубев в течение почти десяти лет, с 1962 по 1972 год, работал тренером в детской футбольной школе киевского «Динамо» в паре с Александром Леонидовым. Воспитал целую плеяду мастеров футбола. Среди его учеников такие известные футболисты, как Валерий Зуев, Виктор Кондратов, Александр Дамин, Сергей Морозов. Именно у Голубева начинал заниматься, будущий бомбардир сборной СССР, Олег Блохин. Юношеские команды, под его руководством, неоднократно побеждали на различных турнирах. В 1965 году, воспитанники Голубева победили на всесоюзном юношеском турнире. В том же году, Виталию Михайловичу, было присвоено почётное звание «Заслуженного тренера УССР».
С середины 1970-х годов для Голубева настали тяжёлые времена. Вследствие тяжёлой болезни ему ампутировали ногу. Вскоре была ещё одна ампутация. Поскольку семья проживала в доме без лифта, на пятом этаже, его супруге Валентине приходилось выносить мужа на улицу на руках. Несмотря на эти беды, Голубев не терял присутствие духа и оптимизма. Ему многие помогали. Так, знаменитые футболисты Никита Симонян и Лев Яшин привезли ему из Италии инвалидную коляску на электрическом ходу. Позже киевский горисполком выделил другую квартиру, на первом этаже. Горсовет «Динамо» приобрёл автомобиль «Запорожец» с ручным управлением и посодействовал со строительством гаража.
Скончался 25 марта 1991 года. В память об известном футболисте и тренере с 2000 года в Киеве проводится традиционный, ежегодный футбольный турнир — Мемориал Виталия Голубева, одним из инициаторов которого стал его сын Олег.

## Семья
Был дважды женат. С первой супругой, Марией Герасимовной, воспитали двоих детей. Старшая дочь Наталья, занималась волейболом, играла за первую команду Киевского института физкультуры, ныне проживает в Москве. Сын Олег, спортивный функционер, работал в Профессиональной футбольной лиге Украины. Со второй женой — Валентиной, был в браке уже после завершения футбольной карьеры.

## Достижения
- Обладатель Кубка СССР: 1954
- Серебряный призёр чемпионата СССР: 1952
- Бронзовый призёр Спартакиады народов СССР: 1956
- В списках «33 лучших футболистов сезона» в СССР: (№ 1 — 1952)

## Награды
- Медаль «За трудовую доблесть» (27.04.1957) — «за успехи, достигнутые в деле развития массового физкультурного движения в стране, повышения мастерства советских спортсменов, и успешное выступление на международных соревнованиях»